# غويلرمو كاسترو (لاعب كرة قدم)
غويلرمو كاسترو (بالإسبانية: Guillermo Castro)‏ (11 نوفمبر 1973 - ) هو لاعب كرة قدم إسباني في مركز الدفاع. لعب مع نادي لاس بالماس.

## وصلات خارجية
- غويلرمو كاسترو على موقع قاعدة بيانات كرة القدم.إي يو (الإنجليزية)